# Brachicoma pygmaea
Brachicoma pygmaea är en tvåvingeart som först beskrevs av Wulp 1890.  Brachicoma pygmaea ingår i släktet Brachicoma och familjen parasitflugor. Inga underarter finns listade.